# 尼可·卡絲
尼可·卡絲（1984年1月21日—）是一名奧地利男子帆船運動員，他曾搭檔尼可勞斯·瑞希代表國家參加2012年倫敦奧運的雙人小艇49人型比賽，並未獲得獎牌。